# Associação Académico 83 do Porto Inglês

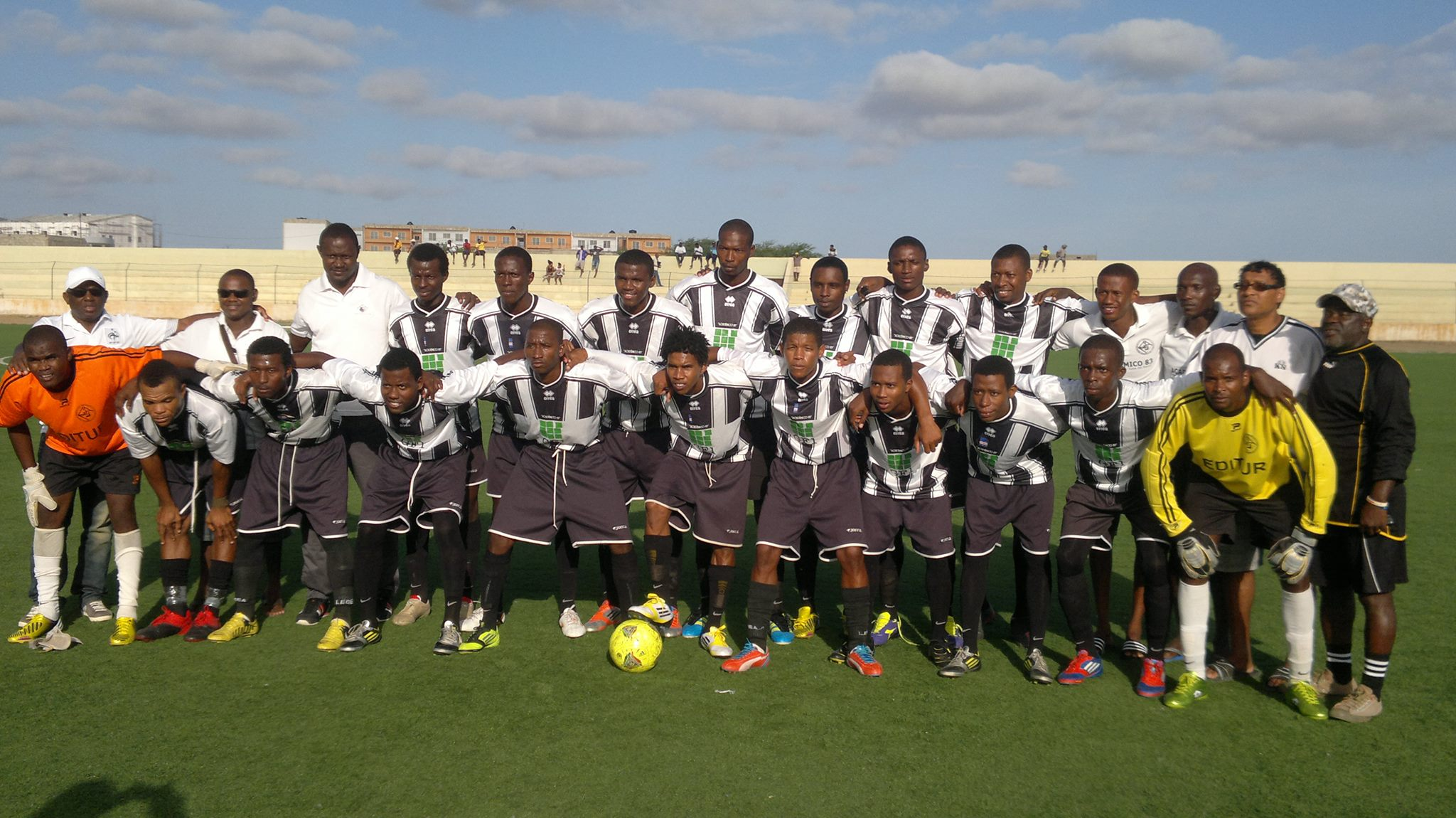
Equipe de 2013/14

A Associação Académico 83 do Porto Inglês (crioulo cabo-verdiano, ALUPEC ou ALUPEK: Akadémiku/83, crioulo de São Vicente: Akadémico/83) é um clube de esportes multiesportivos na Ilha do Maio no Cabo Verde. Há no clube departamentos que incluem futebol, atletismo e futsal.

## História
O clube foi fundado em 6 de julho de 1983 por estudantes de escola superior e derivou o nome de dato de fundado. Os fundadores do clube foram Jacinto Spencer dos Santos, Domingos Emanuel Soares, Francisco Adriano Contina Inês, Mario Anibal Costa, Nelson dos Santos, Domingos Lopes Correia.
Académico 83 venceu o primeiro título insular em 1991 e três títulos consecutivos em 1995, mais tarde, dois títulos consecutivos em 2013 e 2016. O clube possui mais títulos regionais com dez títulos, desde 2016, o clube possui a maior quantidade de títulos de super-taças na Ilha do Maio.
Na temporada de 2016–17, o clube ficou em terceiro com 20 pontos, e na taça regional, o clube atingiu as semifinais. Em março de 2019, o Académico 83 venceu a Primeira Divisão da ilha e assim classificou-se para o campeonato nacional do ano seguinte. Venceu sua terceira super taça em três anos e um único título de Taça dos Campeões com uma vitória sobre o Beira Mar do campeonato da Segunda Divisão.

## Uniformes antigos
As cores do equipamento principal são o preto e branco. O equipamento alternativo foi amarela.
| Uniforme de casa até 2016 | Uniforme alternativo até 2016 | Uniforme terceiro até 2016 |

## Rivalidade
Há uma rivalidade entre o clube e Académica da Calheta do Maio formando a rivalidade das Académicas da Ilha.

## Títulos
- Campeonato Regional do Maio/Primeira Divisão do Maio: 10

1991, 1993, 1994, 1995, 1998, 2012, 2013, 2015, 2016, 2019
- Taça (Copa) da Ilha do Maio (Djarmai): 3

2012, 2013, 2016
- Super Taça (Supercopa) de Maio (Djarmai): 4

2013, 2014, 2016, 2019
- Torneio de Abertura de Maio: 2

2013, 2019
- Taça dos Campeões: 1

2019
- Torneios de base:
  - Maio U-17: 3

2013, 2014, 2015
- - Taça (Copa) da Ilha do Maio (Djarmai) U-17: 1

2014

## Futebol
| Escalão | Nº Presenças | Títulos | Melhor Classificação |
| I       | 8            | 0       | 4ª                   |
| II      | 30-32        | 7       | 1ª                   |

### Classificações

#### Nacionais
| Temporada | Div | Pos | Pts   | J | V | E | D | G.M. | G.S. | Diff. |
| 2012      | 1B  | 6   | 2 pts | 5 | 0 | 2 | 3 | 6    | 13   | -7    |
| 2013      | 1B  | 5   | 2 pts | 5 | 0 | 2 | 3 | 5    | 11   | -6    |
| 2015      | 1A  | 4   | 6 pts | 5 | 2 | 0 | 3 | 5    | 9    | -4    |
| 2016      | 1B  | 4   | 5 pts | 5 | 1 | 2 | 2 | 5    | 8    | -3    |

#### Regionais
| Temporada | Div | Pos | Pts    | J  | V  | E | D | G.M. | G.S. | Diff. |
| 2011-12   | 2   | 1   | -      | -  | -  | - | - | -    | -    | -     |
| 2012-13   | 2   | 1   | -      | -  | -  | - | - | -    | -    | -     |
| 2013-14   | 2   | 2   | 16 pts | 8  | 5  | 1 | 2 | 17   | 10   | +7    |
| 2014-15   | 2   | 1   | 19 pts | 8  | 6  | 1 | 1 | 20   | 3    | +17   |
| 2015-16   | 2   | 1   | 29 pts | 12 | 9  | 2 | 1 | 34   | 10   | +24   |
| 2016-17   | 2   | 3   | 20 pts | 12 | 5  | 5 | 2 | 17   | 9    | +8    |
| 2017-18   | 2   | 2   | 34 pts | 14 | 19 | 2 | 2 | 42   | 14   | +28   |
| 2018–19   | 2   | 1   | 32 pts | 14 | 9  | 4 | 1 | 25   | 11   | +14   |

## Estatísticas
- Melhor posição nas taças regionais: 1a (regional)
- Apresentadas na competições das taças regionais: 7
- Melhor posição nas competições das taças/copas: 1a (regional)
- Melhor gols totais na temporada, nacional: 13
- Melhor pontos totais na temporada: 6

## Treinadores
- Fernando Graça (até 2019)
- Mascá (Celestino Mascarenhas) (20

tuala
2
—
-
- 019)[1]

## Oficiais de clube
- Presidente: Edvaldo Silva Soares
- Vice-presidente: Emanuel Querido
- Secretária: Dora Monteiro

### Assembleia generais
- Presidente: Domingos Emanuel Soares
- VIce-presidente: Francisco Contina Inés
- Secretária: Amandina Livramento